# 陶大钊
陶大钊（1928年—2022年），中华人民共和国政治人物、外交官。
1983年，接替赵政一，担任中华人民共和国驻哥伦比亚大使。1985年，接替徐中夫，担任中华人民共和国驻巴西大使。1988年，由沈允熬接任。